# 水沙連紀程
水沙連紀程，是鄧傳安所著一篇關於水沙連地區（現在埔里盆地周圍）所見所聞的遊記。

## 緣起
清朝道光三年（1823年），水沙連再度傳出有民眾違反朝廷禁令，越超界限進入開墾的事件。當時清廷把水沙連當作「番地」，嚴格禁止外面的人士進入拓墾。當時臺灣府北路理番同知鄧傳安負責嘉義以北的原住民事務，接到相關舉發之後，他率兵親自前往埔里盆地實地了解情況，並將一路上的見聞寫成水沙連紀程。

## 延伸閱讀
- 原文:水沙連紀程-【台灣文獻叢刊·第 009 種】蠡測彙鈔（清）鄧傳安、沈太僕_国学导航 （页面存档备份，存于）
- 翻譯註解版:Tony的自然人文旅記（0845）前人遊記.水沙連紀程（鄧傳安撰，1823年） （页面存档备份，存于）